# 荒井祥恵
荒井さち重（あらい さちえ）はシンガーソングライター、タレント。通称さっち〜。千葉県市川市出身。

## 来歴
2001年4月からangela（KING RECORD・スターチャイルド）のバックコーラスユニット・超ハモリ隊として女優・松浦珠樹と参加。2001年11月、超ハモリ隊唯一のCD「Lost Your Love」を販売。その後、シンガーソングライターとしてソロ活動を開始。
女の子のピュアな気持ちを独特の言い回しとタイトルで表現するアーティスィックな面とお笑い芸人のように面白いトークのギャップが売りである。都内ライブハウスを活動の中心にしている。2004年頃よりアイドルライブに出演。
観客から「10年戦士」のカテゴリーに入れられていることから、2006年頃より自ら「30代現役アイドルシンガーソングライター」と名乗るようになる（本人談）。
アキバ系タレントを中心とした楽曲提供活動をきっかけに、元吉本興業プロデューサー・大谷由里子率いる志縁塾で講演をはじめたり、イベントのMC、ドラマ出演など幅広くタレント活動も行っている。
2010年4月28日のライブより『荒井さち重』名義にて活動を開始する。また2014年よりNY・LA・ラスベガスなどアメリカでも定期的に公演を始める。
現在は荻窪ルースターにて昭和歌謡ライブ「80年代アイドル大特集な夜」、目黒ブルースアレイジャパンにて定期的に「昭和歌謡シンガーソングライター」としてオリジナル曲、80年代のアイドルソングを演奏している。

## ディスコグラフィー

### CD
- 「Lost Your Love」（music wonder circus) マキシシングル 超ハモリ隊 （2001年11月）
- 「気づいてよ」（YOROZU-MUSIC） アルバム ソロ （2002年1月）
- 「313号室・dear memories」（Happy Record) シングル ソロ（2006年11月）
- 「ありがとう」（Happy Record) アルバム ソロ （2007年4月）
- 「Happy Collection」（Happy Record) オムニバス（2007年5月）
- 「花園神社で/恋する夏の575」（Sacciy Factory) オムニバス（2016年8月）

※Peer☆less（あさくらはるか17・鈴木まどか・大槻優菜の限定ユニット）として参加

### DVD
- Visual Box vol.4「ブリーチ ザ アイドル」（2005年12月）

### 楽曲提供
- 久保亜沙香 「打ち上げ花火」（曲）
- きこうでんみさ 「ハレノチキス」（曲）
- あさくらはるか17 「一瞬」「だいすき」（詞・曲）
- 栗山夢衣（恵比寿マスカッツ） 「恋のget you 作戦」（詞・曲）「Thanks★」（共作詞・曲）
- 井万里きよあ 「勝手違いの恋」（詞・曲）
- 神谷春花 「じゃあね」「決心」（詞・曲）
- Pretty Pink Project 「orange days」（曲）
- 上月あや 「ドジっこ応援歌」（曲）
- 夢野星「浪漫天使・夢」（曲）
- 咲良ゆころ「小悪魔遊戯-devil player-」（曲）
- ×神戯迷宮×「happy date」（詞・曲）
- ∞Love∞「キスしてもいいですか?」（詞・曲）

## 出演

### 舞台
- dark side of the moon (ゆーりんプロ主催）

### TV
- sky PerfecTV ベターライフチャンネル ライブ番組「しょぼん」「帰国子女になりたい」で出演（2002年12月・2003年1月）
- CX系テレビドラマ「ヅラ刑事」（2007年）
- sky PerfecTV 第一興商スターカラオケ267CH　ライブ番組「ガールズパニック」　「恋のget you 作戦」で出演（2008年2月）
- 日本テレビドラマ「栞と紙魚子の怪奇事件簿」#12「月光影虫」 （2008年）
- テレビ東京系　深夜バラエティ「怒りオヤジ3」はるな愛とアイドル対決（2008年）

### 講演
- 「アキバ系アイドルもやってるヒトのココロのつかみ方」
- 「秋葉原とアキバ」
- 「世界から見たAKIBA」

ほか